# Глава Донецкой Народной Республики
Глава́ Доне́цкой Наро́дной Респу́блики — высшее должностное лицо и глава исполнительной власти подконтрольной России Донецкой Народной Республики.

## Выборы
Глава Донецкой Народной Республики избирается депутатами Народного совета Донецкой Народной Республики. Главой Донецкой Народной Республики может быть избран гражданин Российской Федерации, постоянно проживающий в Российской Федерации, не имеющий гражданства (подданства) иностранного государства либо вида на жительство или иного документа, подтверждающего право на постоянное проживание гражданина Российской Федерации на территории иностранного государства, обладающий пассивным избирательным правом и достигший возраста 30 лет. Каждому кандидату для избрания на должность Главы Донецкой Народной Республики предоставляется равная возможность выступить перед депутатами Народного совета Донецкой Народной Республики.

## Полномочия
Согласно ст. 53 Конституции Донецкой Народной Республики, Глава:
1. формирует Правительство Донецкой Народной Республики и принимает решение о его отставке;
2. определяет основные направления деятельности Правительства Донецкой Народной Республики;
3. определяет систему и структуру исполнительных органов Донецкой Народной Республики;
4. образует, реорганизует и ликвидирует исполнительные органы Донецкой Народной Республики;
5. представляет в Народный совет Донецкой Народной Республики ежегодный отчёт о результатах деятельности Правительства Донецкой Народной Республики, в том числе по вопросам, поставленным Народным советом Донецкой Народной Республики, в случаях, предусмотренных настоящей Конституцией;
6. обладает правом законодательной инициативы в Народном совете Донецкой Народной Республики;
7. вправе требовать созыва внеочередного заседания Народного совета Донецкой Народной Республики, а также созвать вновь избранный Народный совет Донецкой Народной Республики на первое заседание ранее срока, установленного настоящей Конституцией;
8. вправе участвовать в заседании Народного совета Донецкой Народной Республики с правом совещательного голоса и направлять для такого участия своих представителей;
9. вправе принять решение о досрочном прекращении полномочий Народного совета Донецкой Народной Республики в случаях и в порядке, предусмотренных федеральным законом;
10. согласовывает решения исполнительных органов Донецкой Народной Республики о подписании соглашений между этими органами и федеральными органами исполнительной власти о передаче друг другу в соответствии с законодательством Донецкой Народной Республики осуществления части своих полномочий;
11. обеспечивает координацию деятельности исполнительных органов Донецкой Народной Республики с иными государственными органами Донецкой Народной Республики и организует взаимодействие исполнительных органов Донецкой Народной Республики с федеральными органами исполнительной власти и их территориальными органами, входящими в единую систему публичной власти в Российской Федерации;
12. после консультаций с Народным советом Донецкой Народной Республики назначает на должность и освобождает от должности Председателя Правительства Донецкой Народной Республики;
13. назначает на должность по представлению Председателя и освобождает от должности заместителей Председателя Правительства Донецкой Народной Республики;
14. назначает на должность по представлению Председателя Правительства Донецкой Народной Республики и освобождает от должности других руководителей исполнительных органов Донецкой Народной Республики;
15. назначает сенатора Российской Федерации — представителя от исполнительного органа государственной власти Донецкой Народной Республики;
16. вносит в Народный совет Донецкой Народной Республики предложение о кандидатуре на должность Уполномоченного по правам человека в Донецкой Народной Республике;
17. назначает и освобождает от должности половину членов Избирательной комиссии Донецкой Народной Республики;
18. назначает и освобождает от должностей представителей Донецкой Народной Республики в субъектах Российской Федерации;
19. вправе вынести предупреждение, объявить выговор главе муниципального образования, главе местной администрации, отрешить их от должности, а также обратиться в представительный орган муниципального образования с инициативой об удалении главы муниципального образования в отставку в случаях и порядке, установленных федеральным законом;
20. формирует Администрацию Главы Донецкой Народной Республики;
21. отменяет акты Правительства Донецкой Народной Республики, других исполнительных органов Донецкой Народной Республики в случае их противоречия Конституции Российской Федерации, федеральным конституционным законам, принятым по предметам ведения Российской Федерации и субъектов Российской Федерации, указам и распоряжениям Президента Российской Федерации, постановлениям Правительства Российской Федерации, Конституции и законам Донецкой Народной Республики, указам Главы Донецкой Народной Республики;
22. подписывает и обнародует законы Донецкой Народной Республики либо отклоняет их;
23. награждает государственными наградами Донецкой Народной Республики, присваивает почётные звания Донецкой Народной Республики, представляет в установленном порядке к награждению государственными наградами Российской Федерации;
24. создаёт коллегиальные координационные и совещательные органы при Главе Донецкой Народной Республики;
25. осуществляет иные полномочия.

## Прекращение полномочий
Согласно ст. 55 Конституции Донецкой Народной Республики:
Полномочия Главы Донецкой Народной Республики прекращаются досрочно в случае:
1. его смерти;
2. его отставки по собственному желанию;
3. отрешения его от должности Президентом Российской Федерации в связи с утратой доверия Президента Российской Федерации, а также в иных случаях, предусмотренных федеральным законом;
4. отрешения его от должности Президентом Российской Федерации в связи с выражением ему недоверия Народным советом Донецкой Народной Республики;
5. признания его судом недееспособным или ограниченно дееспособным;
6. признания его судом безвестно отсутствующим или объявления умершим;
7. вступления в отношении его в законную силу обвинительного приговора суда;
8. его выезда за пределы Российской Федерации на постоянное место жительства;
9. прекращения гражданства Российской Федерации или наличия гражданства (подданства) иностранного государства либо вида на жительство или иного документа, подтверждающего право на постоянное проживание гражданина Российской Федерации на территории иностранного государства[1].

## Список глав

### ДНР как самопровозглашённое государственное образование
| №     | Срок  | Имя                                                 | Фотография     | Срок полномочий | Срок полномочий | Период    | Партия                                                  |
| ----- | ----- | --------------------------------------------------- | -------------- | --------------- | --------------- | --------- | ------------------------------------------------------- |
| 1     | 1     | Александр Владимирович Захарченко (1976—2018; убит) |                | 4 ноября 2014   | 31 августа 2018 | 1395 дней | «Донецкая республика» (2014—2018)                       |
| и. о. | и. о. | Дмитрий Викторович Трапезников (род. 1981)          |                | 31 августа 2018 | 7 сентября 2018 | 8 дней    | беспартийный                                            |
| 2     | и. о. | Денис Владимирович Пушилин (род. 1981)              |                | 7 сентября 2018 | 20 ноября 2018  | 1414 дней | «Донецкая республика» (с 2014) «Единая Россия» (с 2021) |
| 2     | 1     | Денис Владимирович Пушилин (род. 1981)              | 20 ноября 2018 | 4 октября 2022  |                 | 1414 дней | «Донецкая республика» (с 2014) «Единая Россия» (с 2021) |

### ДНР как субъект Российской Федерации
| № | Срок  | Имя                                    | Фотография       | Срок полномочий | Срок полномочий  | Период  | Партия                                                  |
| - | ----- | -------------------------------------- | ---------------- | --------------- | ---------------- | ------- | ------------------------------------------------------- |
| 1 | и. о. | Денис Владимирович Пушилин (род. 1981) |                  | 4 октября 2022  | 23 сентября 2023 | 354 дня | «Донецкая республика» (с 2014) «Единая Россия» (с 2021) |
| 1 | 1     | Денис Владимирович Пушилин (род. 1981) | 23 сентября 2023 | действующий     | 695 дней         |         | «Донецкая республика» (с 2014) «Единая Россия» (с 2021) |